# Mouvement de Gauche
Mouvement de Gauche was een linkse politieke partij in Franstalig België. In 2017 fusioneerde de partij met de Mouvement VEGA tot de politieke beweging 'Demain'.

## Geschiedenis
De partij werd in april 2012 opgericht door voormalig Ecolo-parlementslid Bernard Wesphael uit onvrede met het beleid van de Franstalige, linkse partijen in de federale regering-Di Rupo I. Deze varen volgens Wesphael een te rechtse en neoliberale koers. Hij noemt zijn partij dan ook de enige vertegenwoordiger van democratisch links in Wallonië.
Na zijn vertrek bij Ecolo behield Wesphael zijn zetel in het Franse Gemeenschaps- en het Waalse Gewestparlement, waardoor de partij meteen over vertegenwoordiging beschikte in beide parlementen.
In november 2013 nam Caroline Bertels het voorzitterschap over. Wesphael was immers kort daarvoor opgepakt op verdenking van de moord op zijn echtgenote, op één november 2013.
Sinds de verkiezingen van 2014 beschikt de partij niet meer over vertegenwoordiging in een parlement.